# Skender Kulenović
Skender Kulenović (cir: Скендер Куленовић), bosanski in srbski pesnik, dramatik, urednik, partizan in politik, * 2. september 1910, Bosanski Petrovac, † 25. januar 1978, Beograd.

## Življenjepis
Kulenović je osnovno šolo končal v rodnem Petrovcu, gimnazijo pa v Travniku, kjer je kot zunanji dijak obiskoval Jezuizsko gimnazijo. Po končani gimnaziji je v Zagrebu študiral pravo.
Kot študent sodeljuje in dopisuje v številne liste. Leta 1937 skupaj s H. Kikičem in S. Krupičem v Zagrebu ustanovijo muslimanski časopis Putokaz. Leta 1941 stopi v prvi partizanski odred Bosanske Krajine. Med vojno piše poeme in ureja časopise: Bosanski Udarnik, Glas, Oslobođenje, ter je član delegacije na zasedanju AVNOJ. Po končani vojni postane direktor drame Narodnog pozorišta v Sarajevu in ureja revije Pregled, Književne Novine in  Novu misao. Od 1. maja 1957 do 31. maja 1970 je bil dramaturg Narodnog pozorišta v Mostarju ter nato urednik beograjske Prosvete.
Po vojni je bil dopisni član HAZU in redni član SANU
Za literarno delo je prejel številne nagrade. Kulenović je prvi dobitnik nagrade Aleksa Šantić, ki jo je prejel 1969 za pesniško zbirk Soneti. Nadalje je prejel srbsko nagrado 7. julij  in bosansko nagrado 27. julij, ter za življenjsko delo nagrado AVNOJ.

## Literarno delo
Književnik S. Kulenović je ob B. Čopiću najpomembnejši bosansko-hercegovski pesnik vojnega in neposredno povojnega obdobja. Čeprav so bili v njegovem ustvarjanju dolgi premori, ko se ni posvečal poeziji, pač pa drugim literarnim zvrstem, je S. Kulenović vendarle predvsem pesnik, ki je težil k daljšim cikličnim enotam. Med vojno so bile to pesnitve, po vojni pa soneti. Med boji je napisal pretresljivo pesnitev Stojanka, mati Knežpoljka. Pesnitev, ki šteje skoraj 300 verzov je nastala leta 1942, predstavlja pa pesnikov odgovor na krvave dogodke v sovražnikovi ofenzivi na Kozari. Gre za eno največjih poem o NOB.
Motiv matere, ki išče v bitki padle sinove je poznan že iz srbskega ustnega slovstva (Smrt matere Jugovićev), S. Kulenović pa mu je dal moderno obliko, pa tudi vsebino, kar zadeva čustveni in zlasti idejni položaj nesrečne matere. V slovenščino je pesnitev prevedel Severin Šali.
S. Kulenović je eden prvih dramatikov po osvoboditvi, ki je poskušal upodobiti sodobno življenje. V književnem delu, zlasti pesniškem, je uporabljal nove, izvirne izraza, ki jih je umetniško preustvaril iz ljudskih prvin. Njegovo glavno delo je drama A što sad? (1947) (slovenski prevod Kaj zdaj?, 1947).

## Najpomembnejša dela
- Stojanka, mati Knežpoljka (poema, 1945)
- Poeme
- Pisma Jove Stanivuka
- Soneti (pesniška zbirka, 1968)
- Večerja (komedija, 1947)
- Delitev (komedija
- Luč v drugem nadstropju (drama)
- Kaj zdaj (drama, 1947)